# محرك الأقراص الضوئية

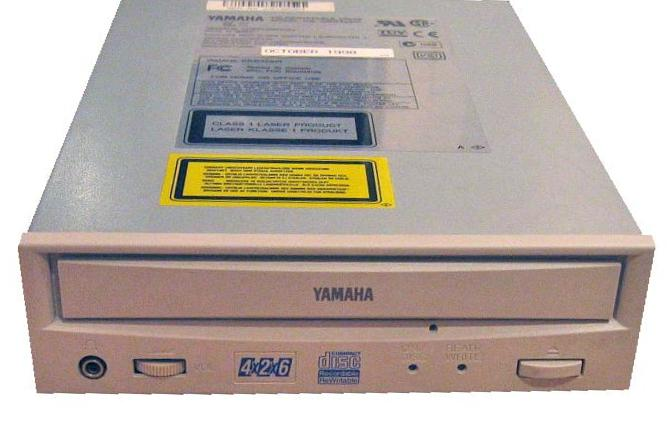
5,25"-CD-RW-Brenner

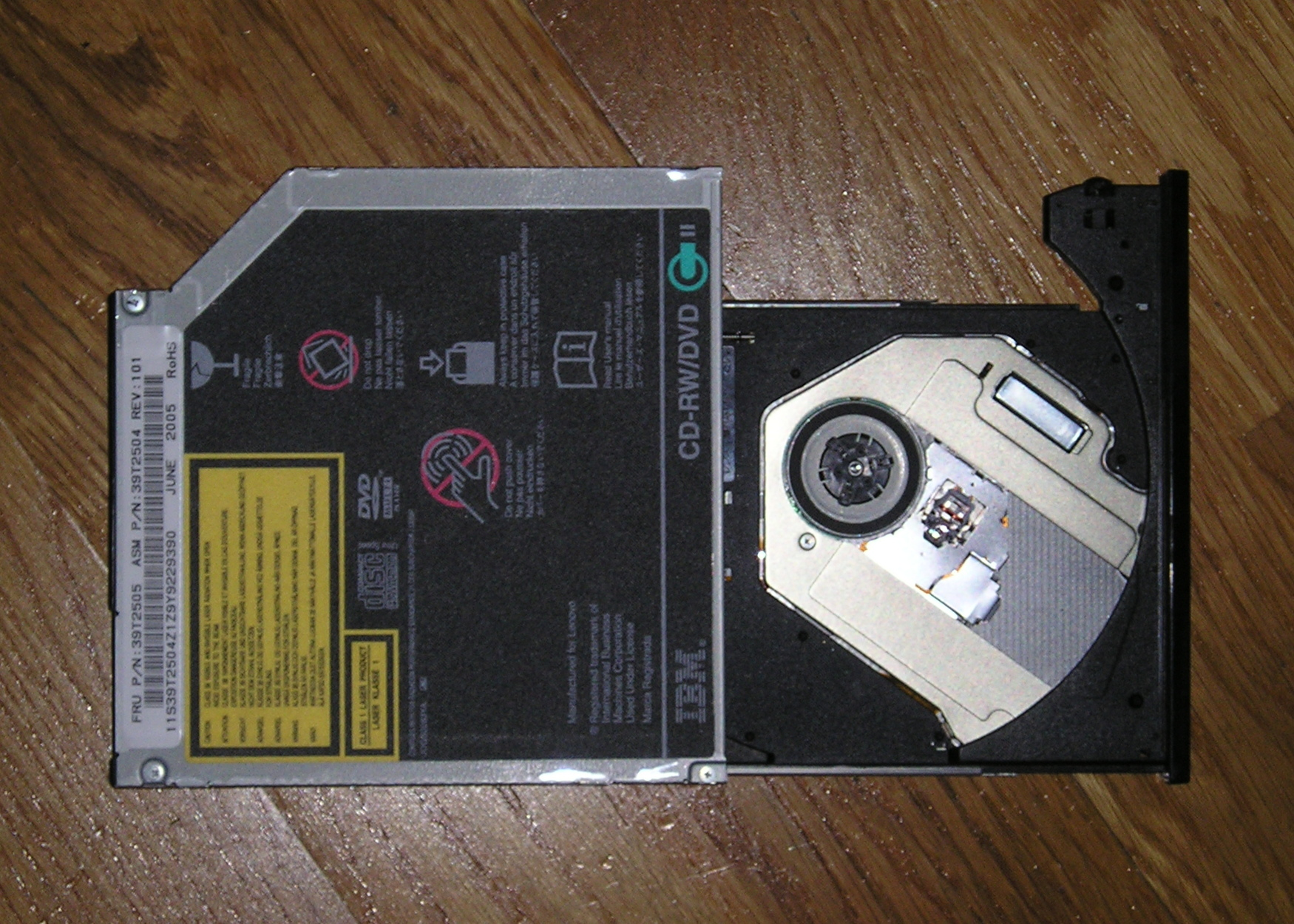
Slimline-CD-RW-Brenner / DVD-ROM-Laufwerk

محرك القرص الضوئي أو القرص الليزري أو التخزين الضوئي OPTICAL STORAGE ويسمى بالإنجليزية دي في دي أو قرص مضغوط هو أحد أجزاء الحاسوب الشخصي المحمول أو المكتبي ويعتبر من وسائل التخزين الموثوقة والسهلة وتمتاز بسهولة نسخ البينات واسترجاعها بالمقارنة بوسائل التخزين المغناطيسية.
وتتم عملية التخزين بواسطة شعاع من الليزر لأحداث علامات على سطح القرص الضوئي بواسطة روؤس الكتابة على السطح البلاستيكي للقرص، وتتم القراءة بواسطة روؤس القراءة بواسطة تسليط شعاع ضوئي وانعكاسه من على سطح القرص. وكانت البداية مكلفة جدا أجهزة معقدة تسمى افران حفر الاقراص الليزرية.
وتقسم هذه المحركات إلى أنواع حسب السرعة والتقنية  في القراءة والكتابة حيث تقاس بوحدة كيلوبايت\ ثانية (KByte/s) حيث كل سرعة تعادل 300 كيلو لكل ثانية لذلك سرعتين أو اربع...أو (56X) هي سرعات القراءة أو الكتابة لذلك المحرك.
ومن حيث التقنية:
- الأقراص المضغوطة هي أولى أنواع السواقات وهي قارئة فقط للاقراص ذات سعة تخزينة حتى 700 ميغا بايت (COMPACT DISK READ ONLY MEMORY)
- CD R/W محرك للأقراص وهي قادرة على القراءة والكتابة على الاقراص (COMPACT DISK READ WRITE)
- قرص مضغوط قابل لإعادة الكتابة محرك قادرة على إعادة النسخ على الاقراص إذا كانت الاقراص من النوع القابل لاعادة الكتابة بعد حذف المعلومات السابقة (COMPACT DISK RE-WRITEABLE)
- دي في دي هي جيل جديد من محركات الأقراص ذات سعات تخزين تصل إلى 4.7 جيجا بايت وهو للقراءة فقط (DIGITAL VEDIO DISK READ ONLY MEMORY)
- DVD RAM هي الإصدار التالي بعد سواقة () وهي قابلة للقراءة والكتابة على أقراص () (DIGITAL VEDIO DISK RANDOM ACCESS MEMORY).
- DVD RW RAM هي سواقة قابلة للكتابة واعادة الكتابة على اقراص دي في دي بشرط أن تكون من النوع الذي يدعم إعادة الكتابة (DIGITAL VEDIO DISK RE-WRITEABLE RANDOM ACCESS MEMORY)

## وصلات خارجية
- How CDs Work at هاو ستف ووركس
- How CD Burners Work at هاو ستف ووركس
- Understanding CD-R & CD-RW
- CD-Recordable FAQ
- CD/DVD/Blu-ray news and reviews
- Why Audio CD-R Discs Won't Always Play
- How to Fix a Faulty CD Burner Driver نسخة محفوظة 24 مارس 2014 على موقع واي باك مشين.
- An IDE ODD (Top) and a SATA ODD (Bottom). Both are designed for laptops. نسخة محفوظة 8 فبراير 2015 على موقع واي باك مشين.
- An IDE ODD. It is 5.25-inch in form factor.
- A SATA ODD. It is 5.25-inch in form factor. نسخة محفوظة 6 ديسمبر 2014 على موقع واي باك مشين.